# Песчаны (Львовская область)
Песчаны (укр. Піщани) — село в Стрыйской городской общине Стрыйского района Львовской области Украины.
Население по переписи 2001 года составляло 463 человека. Занимает площадь 12 км². Почтовый индекс — 82428. Телефонный код — 3245.

## История
В 1946 году указом ПВС УССР село Татарское переименовано в Песчаны.

## Известные уроженцы и жители
- Колесса, Филарет Михайлович (1871—1947) — украинский музыковед-фольклорист, композитор, этнограф, литературовед, филолог, академик АН УССР (1929). Основоположник украинского этнографического музыковедения.
- Матвиив, Степан Алексеевич (1968) — украинский футболист и тренер.